# هاغوشي
هاغوشي هو خليج يقع في يوميتان، أوكيناوا. عند مصب نهر هيجا. يوجد على الجانب الشمالي من مصب النهر شاطئ عام يسمى شاطئ توغوتشي.

## خلال الحرب العالمية الثانية

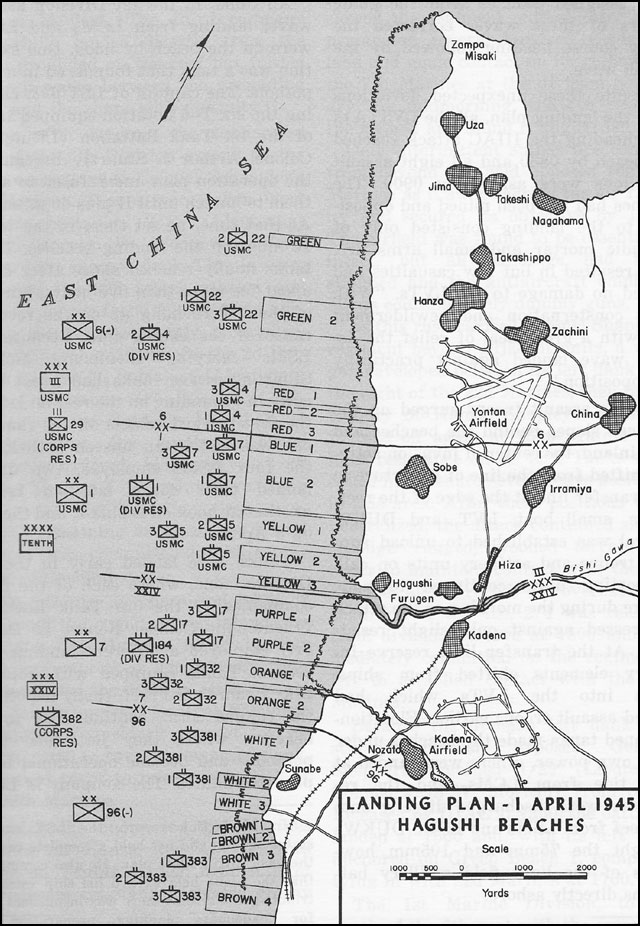
الإنزال الأمريكي على هاغوشي

كان خليج هاغوشي نقطة الإنزال الرئيسية للإمدادات الأمريكية خلال غزو أوكيناوا خلال الحرب العالمية الثانية. كان الخليج الواقع عند مصب نهر بيشي (يسمى الآن نهر هيجا)، بمثابة الخط الفاصل بين فرقتي مشاة البحرية الأمريكية الأولى والسادسة، اللتان هبطتا على شواطئ هاغوشي شمالاً وبين فرقتي المشاة السابعة والسادسة والتسعين من الجيش الأمريكي اللتان هبطتا جنوب مصب النهر. خلال حملة القصف الجوي والبحري التي استمرت سبعة أيام والتي سبقت عمليات الإنزال في 1 أبريل 1945، تعرضت الدفاعات الشاطئية وإمدادات الشحن البحري اليابانية عند مصب نهر بيشي لقصف شديد وطهرت الضفادع البشرية التابعة للبحرية الأمريكية شواطئ هاغوشي من آلاف الألغام الأرضية وما يقرب من 3000 موقع خشبي. لم يقاوم الجيش الإمبراطوري الياباني عمليات الإنزال الشاطئية بخلاف المدفعية المتناثرة ونيران القناصة وبحلول الليل في 1 أبريل 1945، كان هناك 60.000 جندي أمريكي على الشاطئ.

## وصلات خارجية
- HistoryLearning